# Ашот IV Багратуні
Ашот IV М'ясоїд (вірм. Աշոտ Մսակեր; д/н —826) — 16-й гахерец ішхан (головуючий князь) в 790—804 роках і 1-й ішханац ішхан (князь князів) у 804—826 роках.

## Життєпис
Син гахерец ішхана Смбата VII. Після загибелі батька у 775 році втік до міста Даруйнк (неподалік від кордону з Візантією). Економічному посиленню Ашота посприяло відкриття срібних копалень в Спері. У 780-і роки викупив у роду Камсаракан області Ширак і Аршарунік, після чого переніс свою резиденцію з Даруйнка до Багарану.
Завдяки вмілій дипломатії та шлюбним союзам, Ашот зумів відновити вплив свого роду, домігшись затвердження себе у 790 році гахерец ішханом. Призначив свого брата Шапуха спарапетом. За цим стикнувся зі спротивом родів Маміконянів і Арцруні. Завдяки вправній кампанії зумів остаточно звести нанівець будь-який вплив перших. За цим надав прихисток роду Гнуні.
Протистояння з нахараром Амазаспом II Арцруні було більш напруженим, але Багратуні не досяг успіху. В цьому отримав підтримку з боку халіфа Гаруна ар-Рашида, який вважав Арцруні бульш небезпечним, а Ашота IV вірним слугою. Тому 804 року надав тому новий титул — ішхананц ішхана, чим закріпив владу останнього над іншими вірменськими князями.
Скориставшись заворушеннями в халіфаті після смерті халіфа в 809 році, Ашот IV зміг значно розширити свої землі, придбавши їх в родичів (Ашоцк, Лорі, Мокк, Сасон, Шимшат) та вплив серед ішханів. Водночас відкинув пропозицію харанського єпископа перейти у православ'я.
В цей час виступив проти іншої сили Кайситів, що захопили землі Маміконянів в Тароні і Тайку. В результаті запеклих двох кампаній вдалося захопити у суперника Східний Тайк, Тарон, захистити від зазіхань Ширак й Аршарунік. У відповідь 813 року Джахап аль-Кайсі захопив Двін, столицю Вірменського емірату. Ашот IV доєднався до халіфського війська, яке здолало війська Кайситів.
До кінця життя зберігав вірність багдадським халіфам, постійно зміцнюючи владу. У 821 році відправив брата Шапуху на допомогу халіфському війська, що боролася з Бабеком. Помер 826 року. Його сини Баграт і Смбат розділили володіння.

## Родина
- Ріпсіме, дружина Амазаспа II Арцруні, нахарара Васпуракану
- Баграт (д/н—851), ішханац ішхан
- Смбат (д/н—855), ішханац ішхан